# Omanitherium
Omanitherium ist ein ausgestorbener Vertreter der Rüsseltiere und lebte im frühen Oligozän vor 34 Millionen Jahren auf der Arabischen Halbinsel. Es ist mit Barytherium nahe verwandt, das aber wesentlich größer wurde. Fossilien sind bisher relativ rar. Möglicherweise hatte Omanitherium eine Mittlerfunktion zur Entwicklung der Deinotherien.

## Merkmale
Omanitherium stellt einen kleineren Vertreter der frühen Rüsseltiere dar. Er ist bisher anhand eines Unterkiefers und isolierter Zähne bekannt, welche in Oman auf der Arabischen Halbinsel gefunden wurden und die von einem nicht voll ausgewachsenen Tier stammen. Die Größe des Tieres vermittelte zwischen Numidotherium und Barytherium, seinen nächsten Verwandten. Der Holotyp (Exemplarnummer SQU-290) ist in mehrere Teile zerfallen, umfasst aber sowohl beide Unterkieferäste als auch die lang ausgebildete Symphyse. Die vordere Bezahnung besteht aus den jeweils zweiten Schneidezähnen, die aber noch nicht vollständig durchgebrochen sind. Sie weisen allerdings eine typische Stoßzahnform auf, mit geradem Verlauf und leicht elliptischen Querschnitt, wobei die Durchmesser 24 und 29,8 mm betragen. Dies unterscheidet Omanitherium von anderen frühen Rüsseltieren mit ihren eher spatelförmigen Unterkieferstoßzähnen. Die Zahnkrone ist dabei von einer dünnen Schicht Zahnschmelz überzogen. Zwischen den beiden Stoßzähnen liegt eine Lücke, der Erhaltungszustand des Fossils lässt jedoch nicht erkennen, ob die Alveolen der jeweils ersten Schneidezähne erhalten sind, welche typischerweise bei Rüsseltieren die Stoßzähne der Unterkiefer bilden. Zusätzliche Funde legen aber nahe, dass hier noch ein inneres Schneidezahnpaar bestand, das ebenfalls vergrößert war.
Der rechte Kieferast weist die beiden hinteren Prämolaren und die ersten beiden Molaren mit einem teilweise erhaltenen hintersten Backenzahn (P3 bis M3) auf, der linke den letzten Prämolaren und alle Molaren (P4 bis M3), wobei der letzte sich gerade im Durchbruch befindet. Zusätzlich ist noch das Zahnfach des zweiten Prämolaren ausgebildet. Die Prämolaren sind weniger stark molarisiert und eher klein. Die Molaren besitzen zwei deutliche, quergestellte Zahnschmelzleisten (bilophodont) und niederkronig (brachyodont). Der hinterste Molar wurde 61,7 mm lang.

## Fossilfunde und Fundgeschichte
Die Funde wurden 2010 von einem internationalen Forscherteam, bestehend aus US-amerikanischen und omanischen Experten entdeckt. Sie entstammen dem Shizar-Schichtglied der Ashawq-Formation, die dem frühen Oligozän angehört und nahe Al-Mughsayl und Rakhyut im Gouvernement Dhofar an der Südwestküste nahe der Grenze zum Jemen aufgeschlossen ist. Dabei wurden sie durch einige Funde eines lokalen Bewohners auf die Fundstelle aufmerksam. Bereits zwischen 1986 und 1992 waren jedoch von einer französisch-omanischen Wissenschaftlergruppe drei Schneidezähne und ein Prämolar von Rüsseltieren im selben Schichtglied nahe der Ortschaft Thaytiniti beobachtet und als zu den Barytherien ("cf. Barytheriidae") zu stellen klassifiziert worden. Da es sich bei den Schneidezähnen um die jeweils ersten im Unterkiefer handelt und diese eher flach geformt sind, ist es aber unklar, ob die Funde mit Omanitherium in Verbindung stehen. Im Jahr 2015 verwies Martin Pickford einige eindeutige Zähne aus Thaytiniti und zusätzlich aus dem benachbarten Taqah zu Omanitherium. Weiteres Fundmaterial in Form von isolierten Zähnen kam sowohl an der Typusfundstelle der Gattung als auch an einzelnen kleineren Lokalitäten in der näheren Umgebung zu Tage.

## Paläobiologie
Das Shizar-Schichtglied der Ashawq-Formation ähnelt im Aufbau den Ablagerungen, in denen auch Reste von Moeritherium und Barytherium in Nordafrika entdeckt wurden und bildete sich am Rand des Tethys-Ozeans. Auch die Zähne entsprechen in ihrer Morphologie jenen von Barytherium. Die Forscher gehen davon aus, dass auch Omanitherium einer den anderen frühen Rüsseltieren vergleichbaren semi-aquatischen Lebensweise nachging.

## Systematik
Omanitherium ist eine Gattung aus der Ordnung der Rüsseltiere (Proboscidea). Der gleichzeitige Gebrauch aller Backenzähne zeigt mit dem typisch vertikalen Zahnwechsel eine sehr frühe Stellung innerhalb der Rüsseltiere an. Der für die heutigen Elefanten charakteristische horizontale Zahnwechsel entwickelte sich stammesgeschichtlich erst später und ist mit Eritreum erstmals nachgewiesen. Der bilophodonte Aufbau der Molaren verweist Omanitherium zu den Plesielephantiformes, welche die Stammgruppe dieser Säugetierordnung darstellen. Die strikt lophodonten Backenzähne lassen eine nähere Verwandtschaft mit Barytherium annehmen, welches durch acht Stoßzähne gekennzeichnet ist. Daher wurde in der Erstbeschreibung eine Zuweisung zur Familie der Barytheriidae vorgenommen. Weitere nahe verwandte Formen sind Numidotherium und Arcanotherium.
Die ausgesprochen lange Symphyse des Unterkiefers könnte dabei für eine nähere Stellung zu den Deinotherien sprechen, ebenso wie die stark lophodonten Backenzähne. Allerdings sind die Molaren durch zwei Querleisten bei Omanitherium gekennzeichnet, während Deinotherium drei besitzt. Jedoch könnte die Entwicklung zu den Deinotherien, die bisher immer noch nicht geklärt ist, über die Barytherien gelaufen sein, während sich die moderneren Rüsseltiere aus einer Stammgruppe mit weniger stark lophodonten Backenzähnen gebildet haben. Einzelne nachfolgende Studien verweisen auf den abweichenden Bau der Stoßzähne bei Omanitherium gegenüber Barytherium, was etwa die unterschiedliche Ausprägung des Zahnschmelzes und des Zahnbeins betrifft. Sie sehen daher engere Beziehungen zu Numidotherium und Arcanotherium.
Einzige bekannte Art ist bisher Omanitherium dhofarensis. Der Gattungsname Omanitherium bezieht sich auf Oman als Entdeckungsland und das griechische Wort θηρίον (thērion, „Tier“). Der Artname dhofarensis verweist auf das Gouvernement Dhofar.